# Odolanów
Odolanów (deutsch Adelnau) ist eine Stadt im Westen Polens. Sie gehört dem Powiat Ostrowski in der Woiwodschaft Großpolen an, liegt etwa 120 km südlich von Posen und ist Sitz der gleichnamigen Stadt- und Landgemeinde.

## Geographische Lage
Odolanów liegt im Süden Großpolens im weiten Tal der Bartsch (polnisch Barycz) unweit der Grenze zu Niederschlesien. Beiderseits der Grenze zeichnet sich die  Landschaft durch ausgedehnte Mischwälder und eine Vielzahl von Wasserläufen und Teichen aus.

## Geschichte

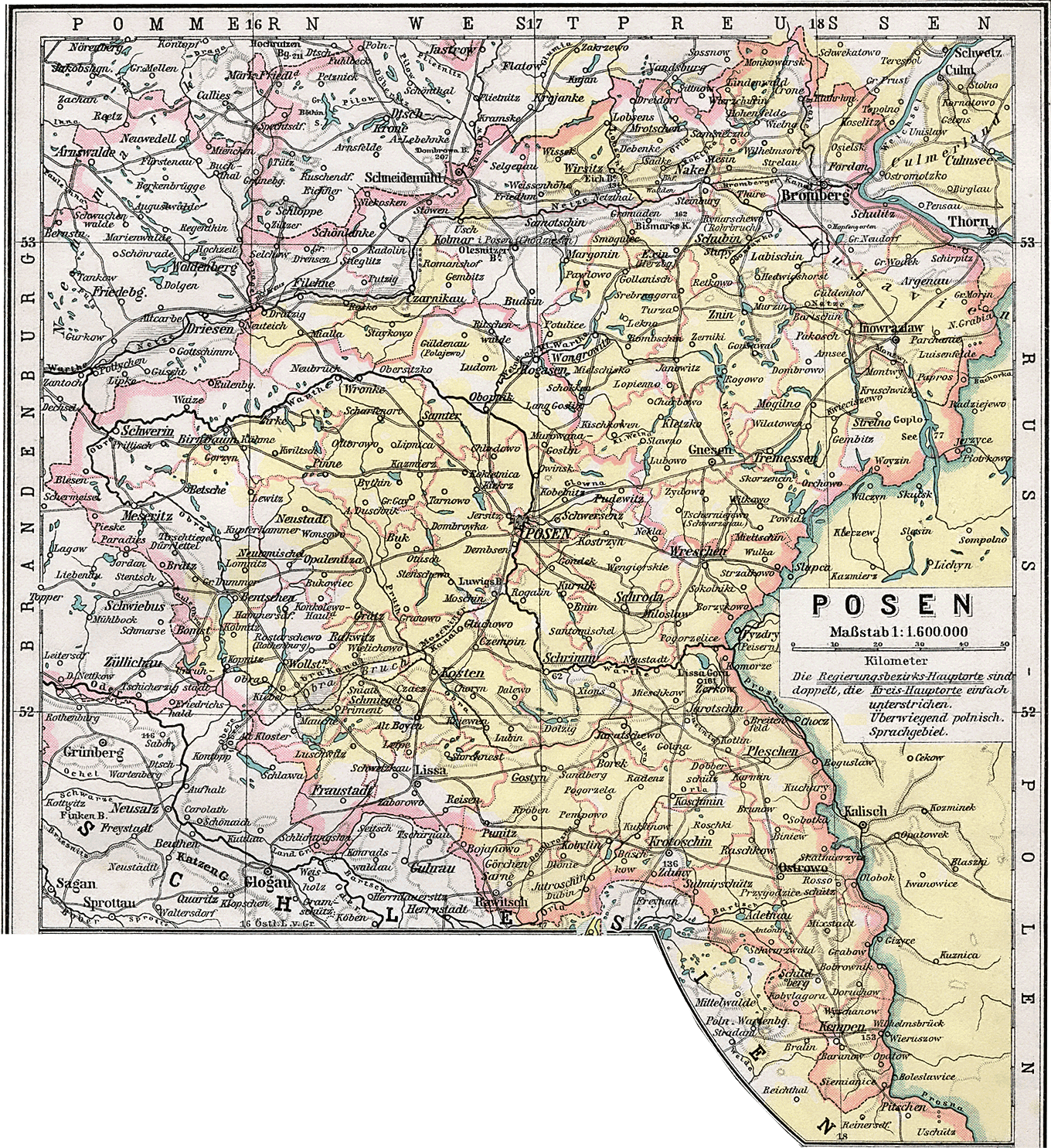
Stadt und Kreis Adelnau südöstlich der Stadt Posen und südwestlich der Stadt Kalisch auf einer Landkarte der Provinz Posen von 1905 (gelb markierte Flächen kennzeichnen Gebiete mit seinerzeit mehrheitlich polnischsprachiger Bevölkerung).

Erstmals schriftlich erwähnt wurde der Ort 1301 als Odelnove, damals verfügte er bereits über eine Wehrburg. Der Ortsname geht vermutlich auf einen Grundherrn namens Odolan zurück. Nach dem Ausscheiden der benachbarten schlesischen Teilfürstentümer aus dem polnischen Staat im 14. Jahrhundert wurde Odolanów zu einem strategisch bedeutsamen Grenzort.
Zu schweren Konflikten mit der polnischen Krone kam es während der zweiten Hälfte des 14. Jahrhunderts, als der Besitzer des Ortes, der aus der Lausitz stammende Adelige Bartosz Wezenborg vom Wappenstamm Nałęcz, von Odolanów aus einen Bürgerkrieg im gesamten Großpolen gegen das damals in Polen regierende Haus Anjou hervorrief und steuerte. 1373 hatte er seinen Stammsitz eigenmächtig zur Stadt erhoben. Als Nachfolger der Anjou verbannte König Władysław II. Jagiełło den aufständischen Bartosz Wezenborg zunächst aus Polen, berief ihn dann allerdings 1387 zum Woiwoden von Posen. König Władysław II. Jagiełło verlieh Odolanów um das Jahr 1400 erneut das Stadtrecht, nachdem er den Ort 1386 zur Krondomäne im Rang einer Starostei gemacht hatte.
In den Folgejahrhunderten belehnte die Krone etliche polnische Adelsgeschlechter mit Odolanów, dessen wirtschaftliche Blütezeit in das 16. Jahrhundert fällt. Unter ihnen waren etwa die Zborowski, die Leszczyński und die Sułkowski. Vor Ort blühte das Schmiedehandwerk, es gab auch Erzgruben und Brauereien. Der Zweite Nordische Krieg (1655–1661) Polens gegen Schweden und Russland um die Vorherrschaft im Ostseeraum setzte der Blütezeit Odolanóws ein vorläufiges Ende.
Nach der Zweiten Teilung Polens kam Odolanów 1793 und dann erneut 1815 unter preußische Hoheit; fortan hieß es Adelnau. Von 1793 bis 1815 und von 1887 bis 1932 war Adelnau Sitz des Kreises Adelnau. 1817 hatte Adelnau zwei katholische und eine evangelisch Kirche und 147 Häuser. 1832 wurde die Stadtbefestigung niedergerissen, 1835 die Synagoge erbaut. Am Ende des 19. Jahrhunderts zählte die evangelische Gemeinde 2900 Seelen, meist Polen, etwa 500 Deutsche.
Nach der Wiedererrichtung des polnischen Staates 1919 kam Odolanów an Polen. 1975 bis 1998 gehörte die Stadt verwaltungsmäßig zur Woiwodschaft Kalisch; seither ist sie Teil der Woiwodschaft Großpolen. In den 1960er Jahren wurden auf dem Gemeindegebiet von Odolanów Erdgasvorkommen entdeckt. Es entwickelte sich eine regional nicht unbedeutende Förderindustrie.

## Demographie
| Jahr | Einwohner | Anmerkungen |
| ---- | --------- | --- |
| 1800 | 0996      | davon 34 Juden |
| 1803 | 1135      | [ 6 ] |
| 1816 | 1201      | davon 128 Evangelische, 978 Katholiken, 92 Juden; nach anderen Angaben 1112 Einwohner, darunter 49 Juden                                                                           |
| 1818 | 1201      | [ 7 ] |
| 1821 | 1258      | in 151 Privatwohnhäusern |
| 1843 | 1827      | [ 5 ] |
| 1861 | 1931      | [ 5 ] |
| 1867 | 1904      | am 3. Dezember |
| 1871 | 1975      | am 1. Dezember, davon 281 Evangelische, 1467 Katholiken, 227 Juden |
| 1875 | 1848      | [ 9 ] |
| 1880 | 2197      | [ 9 ] |
| 1890 | 2268      | davon 337 Evangelische, 1720 Katholiken und 211 Juden (1600 Polen) |
| 1900 | 2310      | [ 10 ] |
| 1910 | 2428      | am 1. Dezember, davon 412 Evangelische, 1909 Katholiken, 104 Juden (588 mit deutscher, 1837 mit polnischer Muttersprache, zwei Einwohner sprechen Deutsch und eine andere Sprache) |

## Städtepartnerschaften
- Heringen/Helme, Deutschland
- La Mézière, Frankreich
- Saulkrasti, Lettland
- Njaswisch, Belarus
- Heringen (Werra), Deutschland

## Kultur und Sehenswürdigkeiten

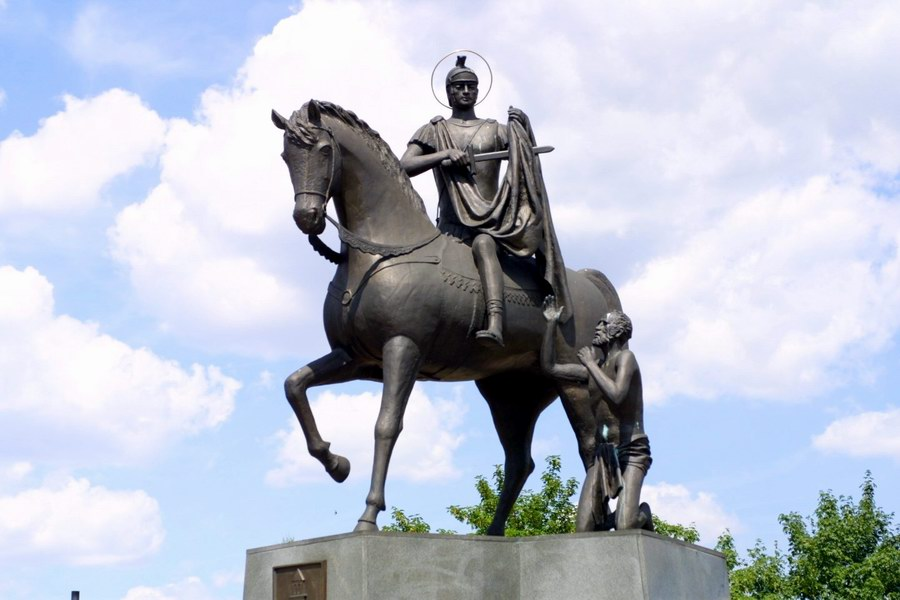
Martins-Denkmal

Zu den Sehenswürdigkeiten zählen neben der spätbarocken katholischen Pfarrkirche St. Martin (1794) und dem neugotischen Rathaus (1899) verschiedene Parkanlagen. Im Park an der ul. 1 Maja steht ein Obelisk zum Gedenken an den Großpolnischen Aufstand und die Gefallenen des Zweiten Weltkriegs. Im Park an der ul. Kaliska befinden sich zahlreiche Springbrunnen und eine überlebensgroße Reiterfigur des Hl. Martin (1999), des Patrons der Stadt und ihres Umlands.
Interessant ist auch die gesamte Umgebung von Odolanów, die teilweise zum Park Krajobrazowy Dolina Baryczy (Landschaftspark Bartschbruch) gehört, dem größten polnischen Naturpark (seit 1996). Vierzehn Kilometer südöstlich der Stadt liegt der Weiler Antonin mit dem sehenswerten Jagdschloss der Radziwiłłs.

## Söhne und Töchter der Stadt
- Alexander von Graeve (1818–1883), Landwirt und Mitglied des Reichstags des Norddeutschen Bundes
- Wilhelm Altmann (1862–1951), Historiker und Bibliothekar
- Otto Martineck (1874–1951), Sanitätsoffizier, Ministerialbeamter und Professor
- Georg Heimann-Trosien (1900–1987), Bundesrichter

## Verkehr
Durch Odolanów verläuft die Hauptstrecke der Eisenbahn von Warschau über Łódź und Kalisz nach Breslau. Die nächstgelegenen größeren Städte sind Ostrów Wielkopolski, 13 Kilometer nordöstlich, und Kalisz, 37 Kilometer nordöstlich von Odolanów.

## Gemeinde
Die Stadt- und Landgemeinde Odolanów besteht neben dem namengebenden Hauptort noch aus 16 Ortsteilen:
| Name             | deutscher Name (1815–1919) | deutscher Name (1939–1945)                    |
| ---------------- | -------------------------- | --------------------------------------------- |
| Baby             | Baben                      | Baben                                         |
| Biadaszki        | Biadaszki                  | Biadaszki                                     |
| Boników          | Bonikow                    | Feldmark                                      |
| Garki            | Garki                      | 1939–1943 Deutschweiler 1943–1945 Eisenweiler |
| Gliśnica         | Glisnica                   | Schönfeld                                     |
| Gorzyce Małe     | Klein Gorzyce              | Klein Bittersdorf                             |
| Grochowiska      | Grochowisko                | Grochowisko                                   |
| Huta             | Hutta                      | Erzhagen                                      |
| Kaczory          | Kaczuren                   | Kaczuren                                      |
| Kuroch           | Kuroch                     | Kuroch                                        |
| Lipiny           | Liebchen                   | Liebchen                                      |
| Nabyszyce        | Nabyszyce                  | Holzhausen                                    |
| Nadstawki        | Nadstawki                  | Rohrteich                                     |
| Papiernia        | Papiernia                  | ?                                             |
| Raczyce          | Raczyce                    | Langwege                                      |
| Świeca           | Swieca                     | Lichtenfeld                                   |
| Tarchały Małe    | Klein Tarchaly             | ?                                             |
| Tarchały Wielkie | Groß Tarchaly              | 1939–1943 Friedenau 1943–1945 Tarchenfeld     |
| Trzcieliny       | Trzcieliny                 | ?                                             |
| Uciechów         | Uciechow                   | Bartschweide                                  |
| Wierzbno         | Wierzbno                   | Thomaswalde                                   |
| Wisławka         | Chausseehaus               | Chausseehaus                                  |